# Mare de Déu de Lurda d'Arenys de Munt
La Mare de Déu de Lurda d'Arenys de Munt és una cova artificial d'Arenys de Munt (Maresme) inclosa a l'Inventari del Patrimoni Arquitectònic de Catalunya.

## Descripció

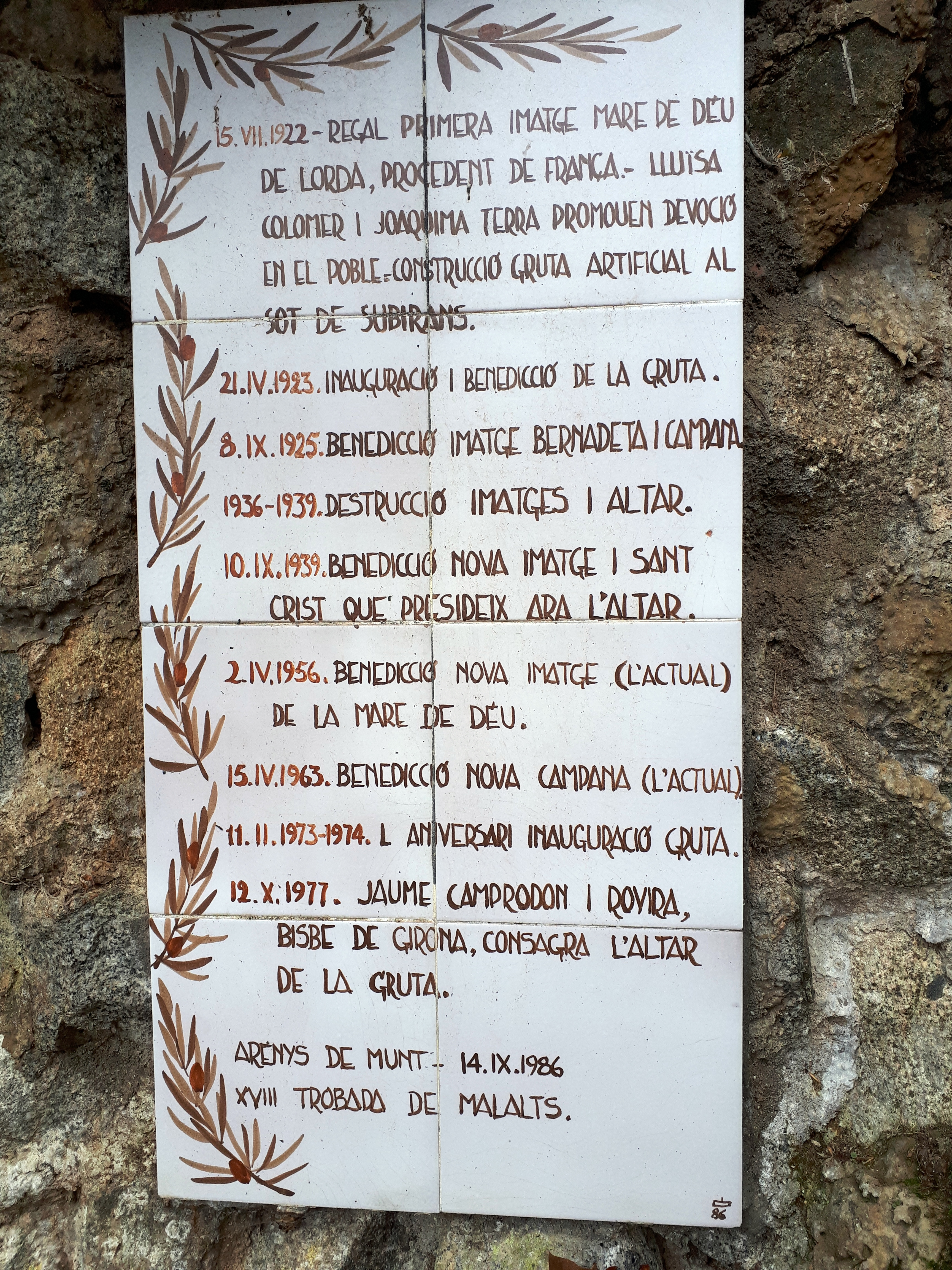
Cronologia a les parets de la cova

A la capçalera de la riera d'Arenys de Munt hi ha l'agregat de Sobirans, on hi hagué una petita església dedicada a Sant Miquel. Al pla d'aquesta riera hi ha un santuari dedicat a la Mare de Déu de Lurda, que és una reproducció de la cova de Masabièla (Occitània), voltada de boscs. Hi ha la imatge de la Mare de Déu de Lurda.

## Història
El 6 de febrer de 1924 es van començar les obres del santuari, que es van acabar el 6 d'abril del mateix any. El 8 de setembre de 1924 es va beneir l'altar, que fou construït per Francesc Cusachs i els germans Brecha. El 13 d'abril es va inaugurar la reixa i el púlpit i el 8 de setembre es va beneir la imatge de la Bernardet i es va batejar la campana. Ha sofert diverses destrosses, però actualment encara està oberta al públic.